# Parafia św. Mikołaja w Bielsku-Białej
Parafia pw. Świętego Mikołaja w Bielsku-Białej – parafia rzymskokatolicka znajdująca się w Bielsku-Białej. Należy do Dekanatu Bielsko-Biała I – Centrum diecezji bielsko-żywieckiej. Jest prowadzona przez księży diecezjalnych.

## Historia

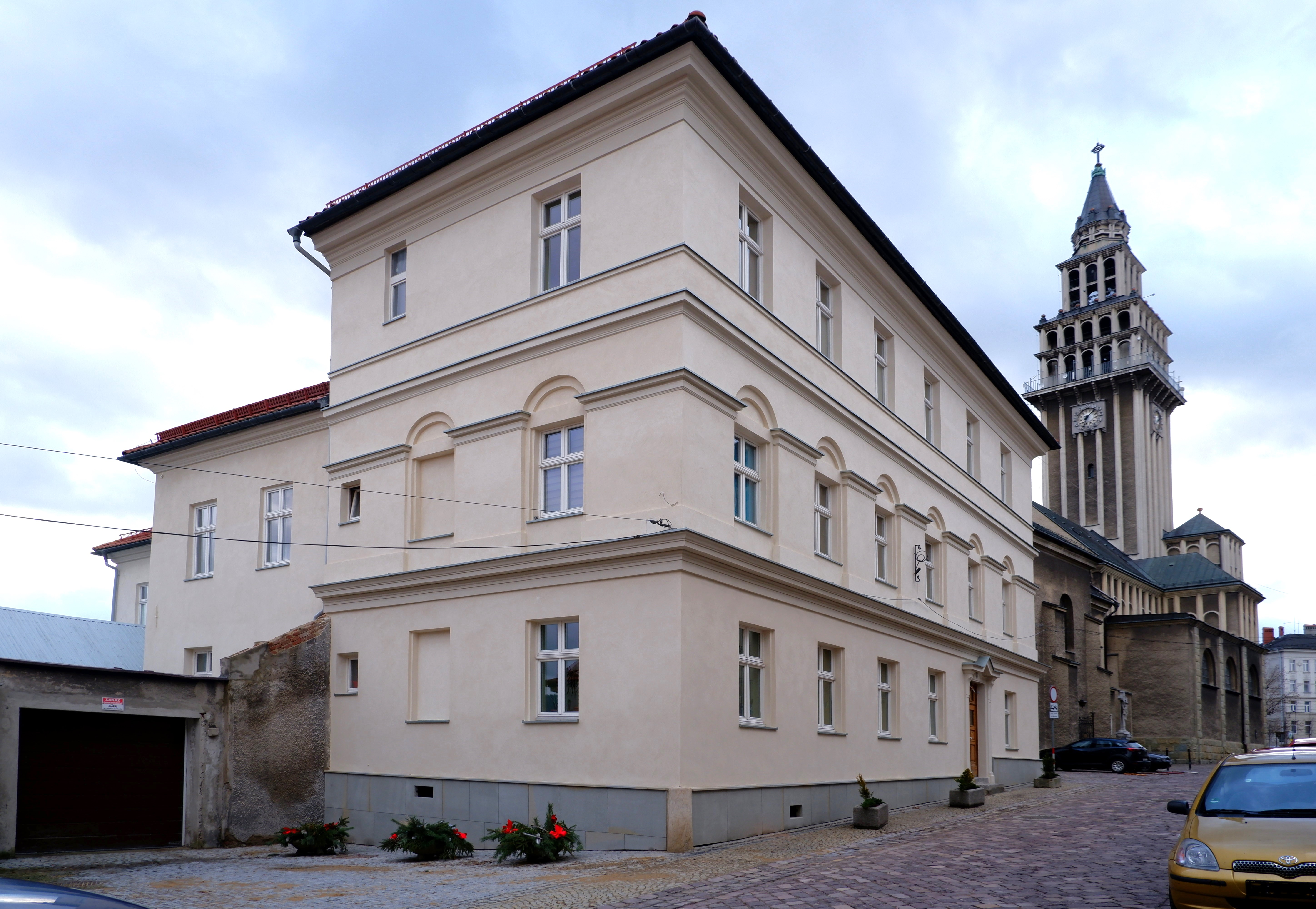
Plebania

Najstarszą parafią w okolicy była parafia w Starym Bielsku. W latach 1443–1447 książę cieszyński Wacław I wybudował nowy murowany kościół w stylu gotyckim na miejscu, przypuszczalnie stojącego tu od czasu założenia miasta, drewnianego kościółka otoczonego cmentarzem, stanowiącego filię parafii w Starym Bielsku. Budowa murowanej świątyni wiąże się z przeniesieniem parafii z kościoła w Starym Bielsku do miasta Bielska. Wtedy też jej patron – św. Mikołaj – stał się patronem miasta.
Parafia ta po raz pierwszy wzmiankowana została w sprawozdaniu z poboru świętopietrza sporządzonego przez archidiakona opolskiego Mikołaja Wolffa w 1447 jako jedna z 51 w archiprezbiteracie cieszyńskim (pod nazwą Belicz). Na podstawie wysokości opłaty w owym sprawozdaniu liczbę ówczesnych parafian oszacowano na 750.
W latach 1559–1630 kościół był zamieniony na zbór luterański, którego ostatnim pastorem był Jerzy Trzanowski – kaznodzieja i pisarz religijny. Potem przywrócono go siłą katolikom, ale spalił się doszczętnie w 1659. Po pożarze został przebudowany sumptem bielskiego barona Juliusza Gotlieba Sunnegha, który ufundował także nowe, barokowe wyposażenie. Kościół stał się miejscem pochówków tej luterańskiej węgierskiej rodziny.
Od 2016 roku proboszczem parafii jest ks. Antoni Młoczek.